# Keita Makiuchi
Keita Makiuchi (japanisch 牧内 慶太 Makiuchi Keita; * 24. Juli 1990 in der Präfektur Kagoshima) ist ein japanischer Fußballspieler.

## Karriere
Makiuchi erlernte das Fußballspielen in der Jugendmannschaft von Kashiwa Reysol, wo er von 2006 bis 2008 spielte. Von 2009 bis 2012 gehörte er der Universitätsmannschaft der Senshū-Universität an. Seinen ersten Vertrag unterschrieb er 2013 bei Blaublitz Akita, wo er auf 70 Einsätze kam. Der Verein spielte in der vierthöchsten Liga des Landes, der Japan Football League und stieg am Ende der Saison 2013 in die J3 League auf. 2016 wechselte er zum Ligakonkurrenten SC Sagamihara, bei dem er in 22 Ligaspielen eingesetzt wurde. Ende 2016 beendete Keita Makiuchi seine Karriere als Fußballspieler.